# قائمة الهيئات التونسية
تحتوي هذه المقالة على قائمة الهيئات التونسية بأنواعها والتي تم إنشاؤها في تونس، والتي تخص الهيئات الدستورية والوطنية والإدارية.

## الحالية
| الهيئة                                                                     | تاريخ التأسيس | الموقع الرسمي         | المقر                                                   | الإحداثيات                                      |
| هيئات دستورية                                                              | هيئات دستورية | هيئات دستورية         | هيئات دستورية                                           | هيئات دستورية                                   |
| -------------------------------------------------------------------------- | ------------- | --------------------- | ------------------------------------------------------- | ----------------------------------------------- |
| الهيئة العليا المستقلة للانتخابات                                          | 2011          | isie.tn               | نهج جزيرة سردينيا، 1053 ضفاف البحيرة I، تونس العاصمة    | 36°50′52″N 10°16′29″E / 36.847832°N 10.274765°E |
| الهيئة العليا المستقلة للاتصال السمعي البصري                               | 2013          | haica.tn              | 19 نهج بحيرة البيبان، 1053 ضفاف البحيرة I، تونس العاصمة | 36°50′10″N 10°14′11″E / 36.836012°N 10.236311°E |
| هيئة الحوكمة الرشيدة ومكافحة الفساد                                        | 2017          |                       |                                                         |                                                 |
| هيئة حقوق الإنسان                                                          | 2018          |                       |                                                         |                                                 |
| هيئة التنمية المستدامة وحماية حقوق الأجيال القادمة                         | في المستقبل   |                       |                                                         |                                                 |
| هيئات غير دستورية                                                          |               |                       |                                                         |                                                 |
| الهيئة العليا لحقوق الإنسان والحريات الأساسية                              | 1991          | droitsdelhomme.org.tn | 8 نهج السنغال، 1002 تونس العاصمة                        | 36°49′05″N 10°10′48″E / 36.818058°N 10.180134°E |
| اللجنة الوطنية للأخلاقيات الطبية                                           | 1991          | comiteethique.rns.tn  | معهد باستور بتونس، 1002 تونس العاصمة                    | 36°49′23″N 10°10′44″E / 36.823126°N 10.178910°E |
| الموفق الإداري                                                             | 1992          | mediateur.tn          | 85 شارع الحرية، 1002 تونس العاصمة                       | 36°48′45″N 10°10′46″E / 36.812532°N 10.179389°E |
| الهيئة العليا للرقابة الإدارية والمالية                                    | 1993          | hccaf.tn              | 85 شارع الحرية، 1002 تونس العاصمة                       | 36°48′45″N 10°10′46″E / 36.812532°N 10.179389°E |
| هيئة السوق المالية                                                         | 1994          | cmf.tn                | المركز العمراني الشمالي، 1003 تونس العاصمة              | 36°50′48″N 10°12′04″E / 36.846727°N 10.200983°E |
| مجلس المنافسة                                                              | 1995          | cct.gov.tn            | شارع بحيرة بيوا، 1053 ضفاف البحيرة I، تونس العاصمة      | 36°49′54″N 10°13′58″E / 36.831715°N 10.232785°E |
| المجلس الوطني للمحاسبة                                                     | 1996          |                       |                                                         |                                                 |
| المجلس الوطني للجباية                                                      | 2001          |                       |                                                         |                                                 |
| الهيئة الوطنية للإتصالات                                                   | 2001          | intt.tn               | نهج الشابية، مونبليزير، 1073 تونس العاصمة               | 36°49′06″N 10°11′09″E / 36.818253°N 10.185733°E |
| الهيئة الوطنية لحماية المعطيات الشخصية                                     | 2007          | inpdp.nat.tn          | 1 نهج محمد معلى، ميتيال فيل، 1002 تونس العاصمة          | 36°50′09″N 10°10′05″E / 36.835770°N 10.168115°E |
| الهيئة العامة للتأمين                                                      | 2008          | cga.gov.tn            | نهج البرجين، مونبليزير، 1002 تونس العاصمة               | 36°48′59″N 10°11′07″E / 36.816277°N 10.185151°E |
| الهيئة الوطنية لمكافحة الفساد                                              | 2011          | inlucc.tn             | 71 شارع الطيب المهيري، 1002 تونس العاصمة                | 36°49′01″N 10°10′35″E / 36.817071°N 10.176422°E |
| اللجنة الوطنية للتصرف في الممتلكات والأموال المعنية بالمصادرة أو الاسترجاع | 2011          | confiscation.tn       |                                                         |                                                 |
| الهيئة الوطنية للاعتماد في المجال الصحي                                    | 2012          | inasante.tn           | 7 نهج أحمد رامي، 1002 تونس العاصمة                      | 36°49′26″N 10°11′00″E / 36.823790°N 10.183391°E |
| هيئة الرقابة العامة للمصالح العمومية                                       | 2013          |                       |                                                         |                                                 |
| الهيئة العليا للطلب العمومي                                                | 2013          |                       |                                                         |                                                 |
| الهيئة الوقتية لمراقبة دستورية مشاريع القوانين                             | 2014          |                       |                                                         |                                                 |
| هيئة الحقيقة والكرامة                                                      | 2014          | ivd.tn                | نهج اللاس، مونبليزير، 1002 تونس العاصمة                 | 36°49′00″N 10°11′05″E / 36.816655°N 10.184675°E |
| الهيئة العامة للمقاومين ولشهداء وجرحى الثورة والعمليات الإرهابية           | 2016          |                       |                                                         |                                                 |
| الهيئة الوطنية للوقاية من التعذيب                                          | 2016          | inpt.tn               | نهج بحيرة مازوري، 1053 ضفاف البحيرة I، تونس العاصمة     | 36°50′21″N 10°14′45″E / 36.839186°N 10.245838°E |
| هيئة النفاذ إلى المعلومة                                                   | 2016          |                       | 8 نھج أحمد الغربي، المنزه 1، 1004 تونس العاصمة          |                                                 |
| الهيئة الوطنية لمكافحة الاتجار بالأشخاص                                    | 2016          |                       |                                                         |                                                 |
| لجنة الحريات الفردية والمساواة                                             | 2017          | colibe.org            |                                                         |                                                 |

## السابقة
| الهيئة                                                                  | تاريخ التأسيس | تاريخ الحل | الموقع الرسمي |
| ----------------------------------------------------------------------- | ------------- | ---------- | ------------- |
| لجنة المنافسة                                                           | 1991          | 1995       |               |
| اللجنة العليا للإصلاح السياسي                                           | 2011          | 2011       |               |
| لجنة تقصي الحقائق عن الفساد والرشوة                                     | 2011          | 2011       |               |
| الهيئة العليا لتحقيق أهداف الثورة والإصلاح السياسي والانتقال الديمقراطي | 2011          | 2011       |               |
| اللجنة الوطنية لاستقصاء الحقائق حول التجاوزات والانتهاكات               | 2011          | 2012       |               |
| الهيئة الوطنية المستقلة لإصلاح الإعلام والاتصال                         | 2011          | 2013       | inric.tn      |